# Гибашкова, Яна
Яна Гибашкова (род. 26 июня 1965[…], Прага[…]) — чешский политик, дипломат, депутат Европейского парламента VI созыва (2004—2009).

## Биография
Выпускница Карлова университета в Праге по специальности арабистики. С 1991 по 1997 год работала в Министерстве иностранных дел Чехии. В 1997—2001 годах исполняла обязанности посла Чехии в Словении, а в период 2002—2004 в Кувейте и Катаре. От 2001 до 2002 была советником секретаря партии по европейским делам. Во время выборов в 2004 году была избрана в Европейский парламент по списку партии Европейские Демократы. Заседала в Комиссии иностранных дел. Возглавляла делегацию по делам взаимоотношений с Израилем. В 2008 стала во главе новый призванной Европейской Демократической Партии, от имени которой безуспешно ходатайствовала о переизбрании до Европарламента. В 2009 году была объявлена кандидатом Союза Христианских Демократов — Чехословацкой Народной Партии в парламентских выборах, запланированных на 2010 год.
С 2011 года — глава представительства Европейского союза в Багдаде и Ираке.
С 2015 года — посол Европейского союза в Намибии.

## Награды
- Награждена Крестом За заслуги II степени Минобороны Чехии.